# 1 серпня (пілотажна група)
«Демонстраційна пілотажна група 1 серпня» (кит.: 八一飞行表演队, піньїнь bāyī fēixíng biǎoyǎn duì) — пілотажна група ВПС КНР. Основними місіями команди є супровід іноземних високопоставлених гостей і показові польоти. Входить до 24-ї винищувальної дивізії, дислокується на авіабазі Янцунь поблизу Тяньцзіня.

## Історія
Під час візиту до КНР президента Індонезії Сукарно у 1961 році перед китайською владою постало питання про створення авіаційної групи для супроводу його літака згідно з міжнародними нормами, і з цією метою було негайно зібрано тимчасову групу з восьми винищувачів. 15 лютого 1962 року наказом Центрального військового комітету комуністичної партії КНР була офіційно створена на постійній основі ескортно-пілотажна група ВПС, яка окрім супроводу високопоставлених гостей також проводила виступи перед ними і на військових парадах. Свою теперішню назву «1 серпня» (китайською «Ба І») отримала у 1987 році на честь 60-ї річниці заснування Народно-визвольної армії (вона була заснована 1 серпня 1927). 
Станом на 2023 рік команда провела понад 700 виступів, сім з них — за кордоном.  Серед примітних виступів можна назвати такі:
- Китайська міжнародна авіаційна та аерокосмічна виставка[en], у якій станом на 2023 рік «1 серпня» брала участь 10 разів [3]
- МАКС у 2013– перший в історії команди закордонний виступ і перша презентація за кордоном винищувачів Chengdu J-10 [4]
- Авіашоу в Дубаї у 2017
- Спільний виступ з ВПС Пакистану на авіабазі Самунглі (Пакистан) у 2017
- Парад до Дня Пакистану[en] у 2019 [5]
- Singapore Airshow[en] у 2020 [6]
- Виступи на Міжнародній морській та аерокосмічній виставці у Лангкаві[en]

Протягом тривалого часу «1 серпня» була єдиною пілотажною командою КНР — до 2011 року, коли були створені команди «Крила Неба» (кит.: 天之翼 Авіаційного університету ВПС і «Червоний Орел» (кит.: 红鹰) Харбінської льотної академії ВПС. 
У лютому 2012 року Генеральний секретар ЦК Комуністичної партії Китаю Ху Цзіньтао підписав наказ про присвоєння пілотажній команді «1 серпня» відзнаки за виняткові заслуги. 

## Літаки
За всю історію свого існування «1 серпня» використовувала 7 моделей винищувачів:
- Shenyang J-5[en] (ліцензійна копія МіГ-17): 1962—1974
- Shenyang J-6 (ліцензійна копія МіГ-19): 1974—1980
- Chengdu JJ-5[en] (ліцензійна копія МіГ-17): 1980—1995
- Chengdu J-7EB (ліцензійна копія МіГ-21): 1995—2005
- Chengdu J-7GB: 2005—2009
- Chengdu J-10A/S: 2009[9]–2023
- Chengdu J-10C: з 2023; вперше представлені на Міжнародній морській та аерокосмічній виставці[en] у Лангкаві, Малайзія[10]

Ліврея літаків являє собою простий візерунок з білих, червоних та сірих ліній на темно-синій основі. Генератори диму підвішені під крилами.
Команда в основному виступає на шести літаках, але також виконує польоти у складі чотирьох літаків і одиночні виступи.
Для відбору до команди існують три жорсткі критерії: вік до 36 років, 800 годин загального нальоту та наліт на J-10 понад 200 годин. 

## Катастрофи
- 12 листопада 2016 року під час тренувального польоту у провінції Хебей розбився двомісний винищувач J-10. Пілоти успішно катапультувалися, але в ході приземлення з парашутом другий пілот капітан Юй Сюй[en] зіткнулася з іншим винищувачем і загинула. Юй Сюй була однією з перших чотирьох жінок у ВПС Китаю, що стали пілотами винищувачів третього покоління. [11]

## Галерея

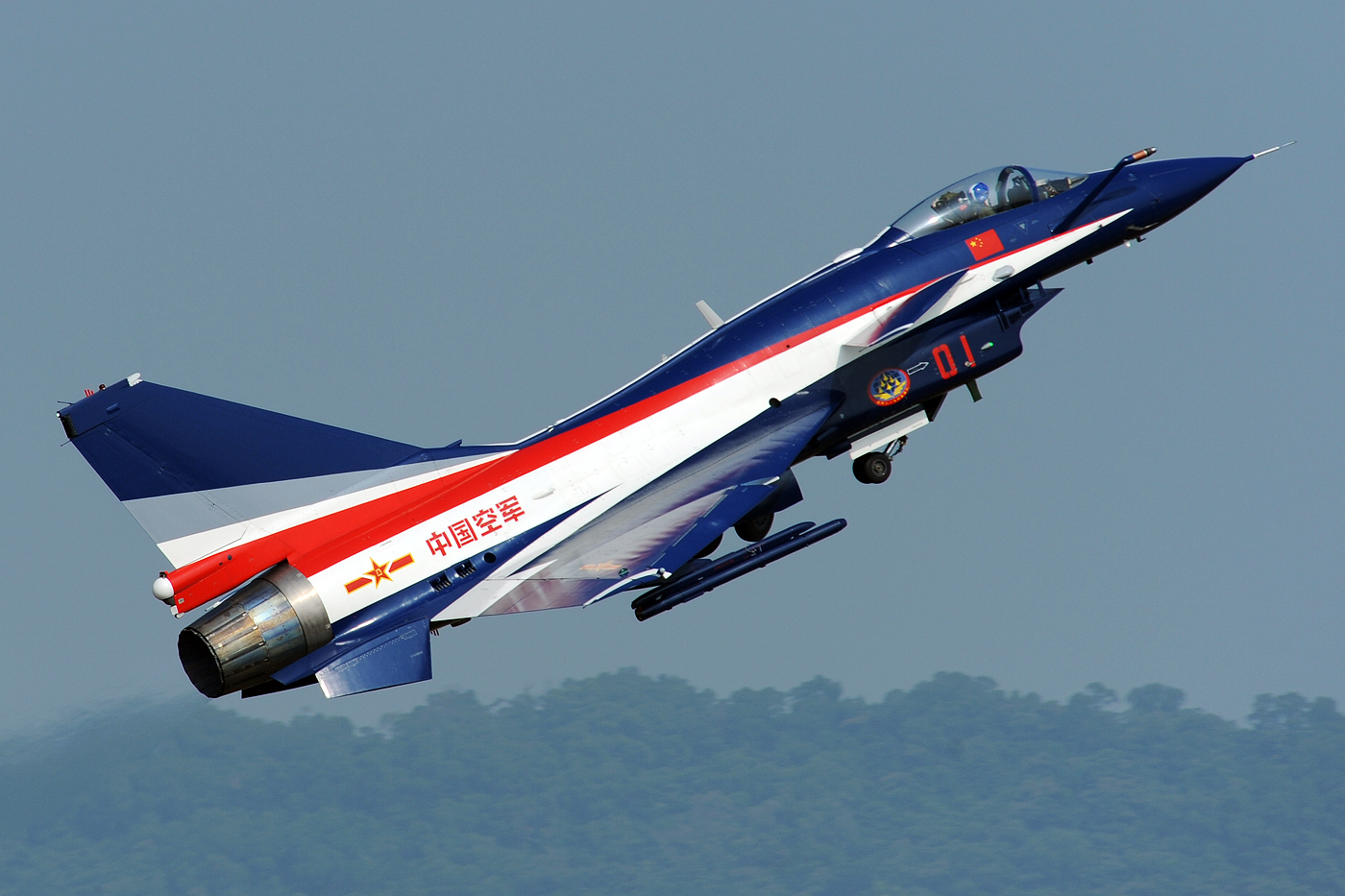
Один з Chengdu J-10 команди.
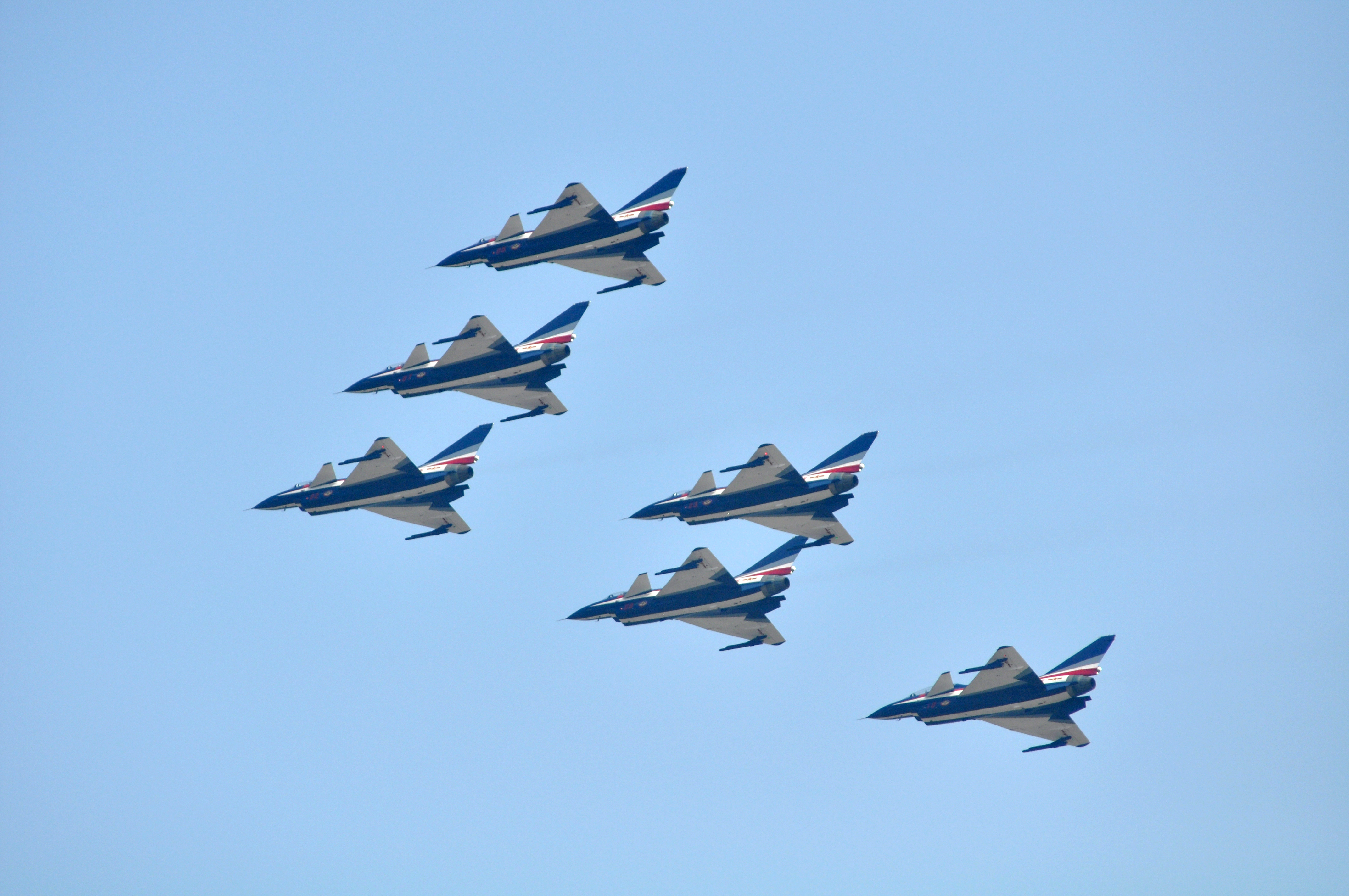
Zhuhai Airshow 2010.
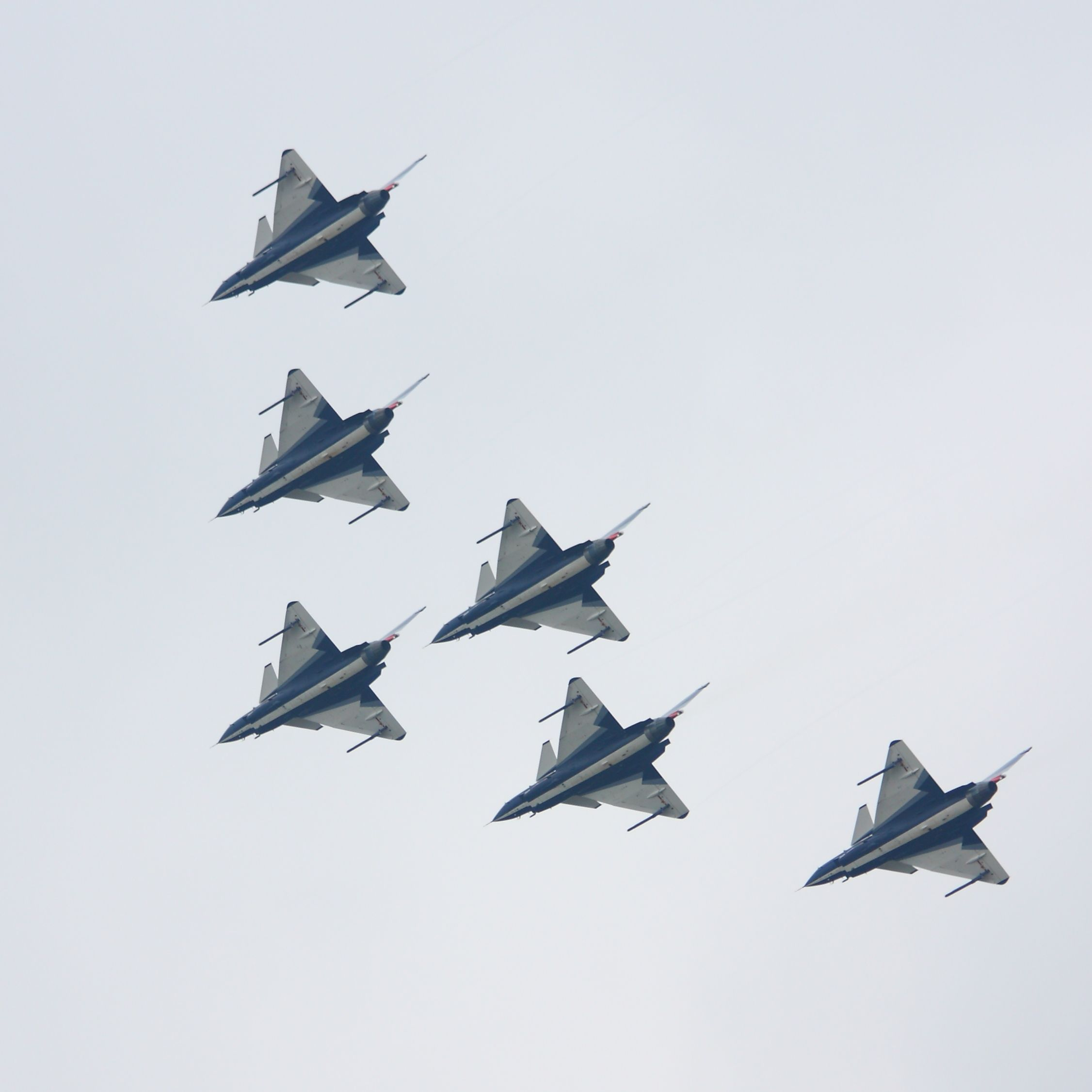
Авіасалон МАКС 2013, Жуковський.
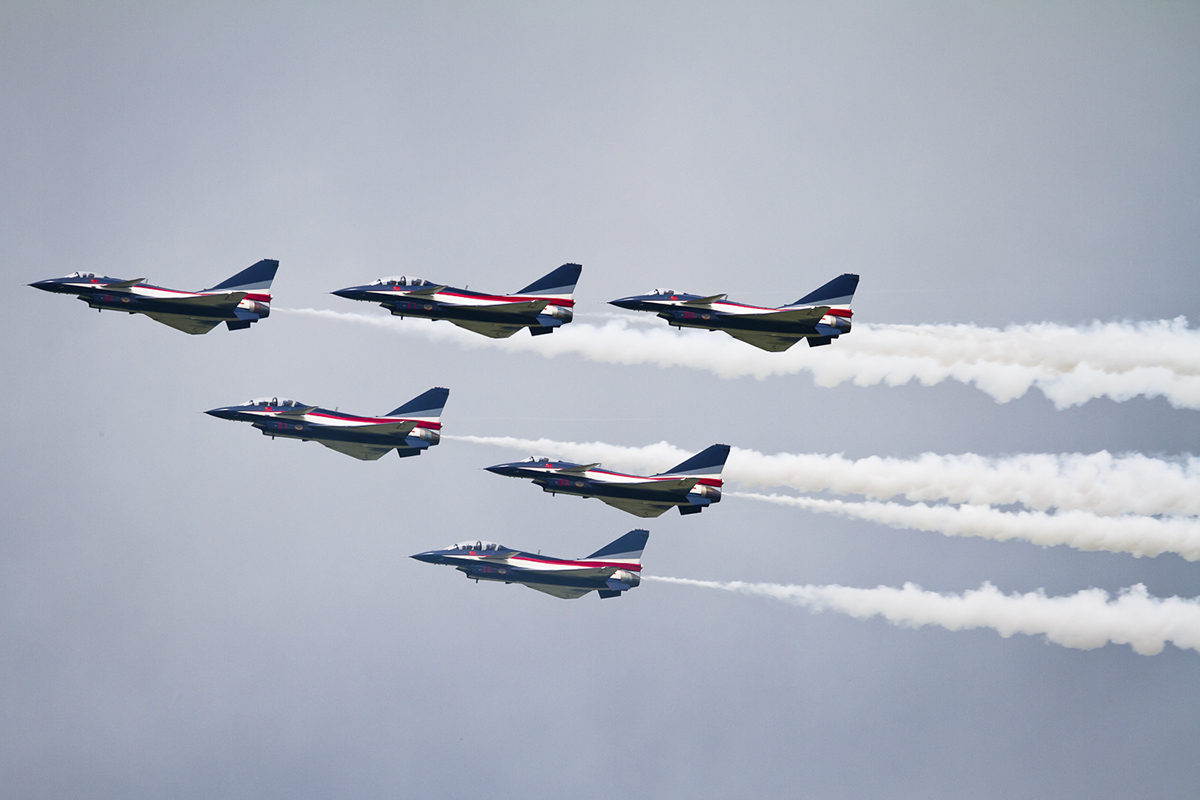
АрМІ[en] 2017, полігон Тайпінчуань.
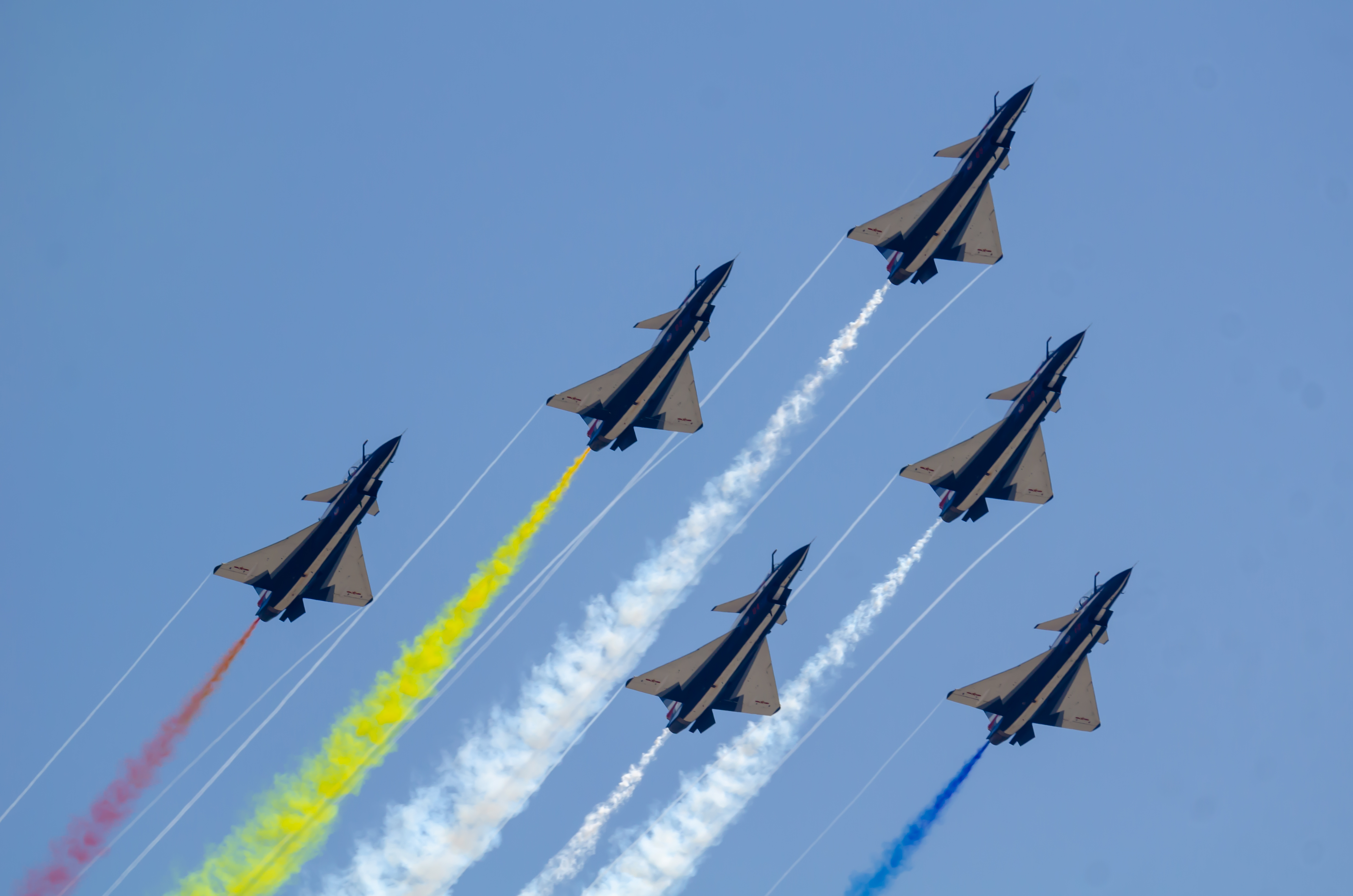
Zhuhai Airshow 2017.